# 山形県スポーツ振興21世紀協会
公益社団法人山形県スポーツ振興21世紀協会（こうえきしゃだんほうじんやまがたけんスポーツしんこうにじゅういっせいききょうかい）は、山形県のスポーツ振興を目的に設立された公益社団法人である。略称はスポーツ山形21（スポーツやまがたにじゅういち）。日本プロサッカーリーグ（Jリーグ）に加盟するモンテディオ山形のアカデミーの運営などを手掛けている。

## 歴史
1996年にNEC山形サッカー部がチーム名をモンテディオ山形へ変更。これに伴い、1998年、翌年に創設されるJ2への加盟を目指し、当時ジャパンフットボールリーグに在籍していたモンテディオ山形（前身はNEC山形サッカー部）の運営法人として設立された。
Jリーグが掲げる地域密着型総合スポーツクラブ（Jリーグ百年構想）の実現に向けて、プロサッカークラブの他に、女子駅伝部を設けている。
かつて、Jリーグの運営クラブでは唯一（公益）社団法人として運営していた。（他一部のクラブでは、下部組織＜ユースやジュニアユース以下＞を（公益or一般）社団法人、またはNPO法人で営むケースもあるが、社会人のトップチームも社団法人側で運営していた）
2006年5月に、創立者の金森義弘が任期満了に伴い理事長を退任。理事兼ゼネラルマネージャーの金村勲も連帯する形で退任した。その後、山形県知事の齋藤弘（当時）が同協会理事長の後任人選を日本サッカー協会会長の川淵三郎（当時）に依頼し、川淵が推薦した鹿島アントラーズ元専務の海保宣生が2代目理事長に就任した。
2010年3月に、2代目理事長の海保が健康上の理由により退任。後任に山形県サッカー協会専務理事の川越進が就任した。
2011年12月に、3代目理事長の川越が任期満了を待たずに辞任し、副理事長の高橋節が2012年3月末まで理事長代行を務めた。
2012年4月に、理事長代行の高橋が4代目理事長に就任した。
2013年1月に、民法上の社団法人から公益法人認定法に基づく公益社団法人への移行が認められ、同年2月1日付で正式に移行することになった。
2014年2月に、サッカークラブのトップチームの運営を株式会社モンテディオ山形へ移管して、アカデミーなどの運営に専念することになった。（詳細はモンテディオ山形#運営法人の株式会社化の項参照）

これに伴い、株式会社モンテディオ山形の初代社長に就任する為、4代目理事長の高橋が退任。後任に山形県副知事の細谷知行が5代目理事長に就任した。

## 歴代理事長
| 代数  | 名前     | 在任期間  | 略歴                                                             |
| ----- | -------- | --------- | ---------------------------------------------------------------- |
| 初代  | 金森義弘 | 2000-2006 | 山形県副知事、山形県教育長                                       |
| 第2代 | 海保宣生 | 2006-2010 | 鹿島アントラーズFC常務取締役                                     |
| 第3代 | 川越進   | 2010-2011 | 山形県土木次長、山形県サッカー協会理事長、日本サッカー協会評議員 |
| 第4代 | 高橋節   | 2012-2014 | 山形県副知事                                                     |
| 第5代 | 細谷知行 | 2014-2017 | 山形県副知事                                                     |
| 第6代 | 若松正俊 | 2017-2021 | 山形県副知事                                                     |
| 第7代 | 平山雅之 | 2021-     | 山形県副知事                                                     |

## 女子駅伝部
1999年設立。全国レベルの大会に山形県・東北代表として選出される選手の育成や、県内における陸上競技の普及を目指している。ただし近年は活動は縮小気味で、2022年現在はコーチ1名が所属するのみである。
- コーチ
  - 齊藤梓

## 会員企業・団体
協会は山形県内外の企業・団体・個人などによる会員制によって運営され、正会員は年間50万円、賛助会員は同5万円を1口として年会費を納付する。会員登録されると、モンテディオ主催のJリーグ公式戦観戦チケットや各種イベントのご招待、広報誌「Rush」の定期購読、ホームページへの入会者紹介などの特典を受けられる。
- 正会員一覧
- 賛助会員一覧